# Compsocryptus aridus
Compsocryptus aridus är en stekelart som beskrevs av Henry Keith Townes, Jr. 1962. Compsocryptus aridus ingår i släktet Compsocryptus och familjen brokparasitsteklar. Inga underarter finns listade i Catalogue of Life.